# 朴柱昊
朴柱昊（韓語：박주호，1987年1月16日—），是一名前韓國職業足球员。他曾為韓國 U20的隊長，並隨隊出戰2007年國際足協U-20世界盃。2018年8月至今，與女兒朴娜恩及兒子朴建厚和朴振瑀共同出演KBS親子育兒節目《超人回來了》。

## 球會生涯

### 早期生涯
2006年和2007年，朴柱昊在韩国崇实大学踢球的时候连续两年被评为韩国大学生联赛的最佳球员。2007年夏他代表韩国U20国家队出征了加拿大世青赛，有两次出场纪录，并担任场上队长。

### 巴素利
2011年6月瑞士超冠军巴塞尔队官方宣布从J联赛磐田山葉签下韩国后卫朴柱昊，签约四年。朴柱昊在巴塞尔效力两个赛季，瑞士超级联赛出场47次，跟随球队两次夺得瑞士联赛冠军。

### 緬恩斯
2013年7月17日，緬恩斯宣佈由巴素利簽入朴柱昊，簽約2年，合約亦列明球會有權選擇續約2年。

### 多蒙特
2015年9月17日，朴柱昊在對陣時，於第93分鐘攻入1球，協助球隊以2比1絕殺對手。

### 蔚山现代
2017年12月18日，朴柱昊与多蒙特解约後，他正式加盟韩国K联赛球队蔚山现代。
2020賽季，他協助球隊奪得亞冠盃冠軍。

### 水原FC
- 2021年1月2日，新聞報導指朴柱昊將轉會到水原FC。1月27日，水原FC正式官宣。

- 2023年6月3日，朴柱昊在個人Youtube頻道上向粉絲宣布，將在6月6日蔚山現代與水原FC的比賽後退役。

## 国家队生涯
朴柱昊曾代表韓國 U20出戰2007年國際足協U-20世界盃。
2010年1月18日，他在對陣芬蘭國家足球隊的友誼賽中，首次代表國家隊上陣。2012年5月，朴柱昊再次獲國家隊徵召，出戰對陣卡塔爾國家足球隊和黎巴嫩國家足球隊的世界盃外圍賽。
2014年5月28日，由於國家隊的正選左閘金珍洙因傷退隊，朴柱昊獲列入韓國隊參加2014年世界盃的參賽名單。

## 榮譽
鹿島鹿角
- 日本甲組職業足球聯賽：2009年

 磐田山葉
- 日本聯賽盃：2010年

 巴素利
- 瑞士足球超級聯賽：2011-12賽季，2012-13賽季
- 瑞士盃：2011年

 蔚山現代
- 亞足聯冠軍聯賽: 2020年

## 節目出演
- 2018年8月19日至2020年1月26日：KBS 《超人回來了》 (EP239至EP314，與女兒朴娜恩、兒子朴建厚)
- 2020年10月25日至今：KBS 《超人回來了》 (EP353至今，與女兒朴娜恩、兒子朴建厚及朴振瑀)

## 外部連結
- 朴柱昊的Instagram帳戶

- 朴柱昊於韓國足球協會上的資料 
- 朴柱昊 – FIFA國際賽競賽紀錄 (存檔)
- 朴柱昊於巴素利官方網站上的資料 （德文）
- 朴柱昊在瑞士足球超級聯賽的網站上
- Soccerway資料庫：朴柱昊